# امرأة في الماء (فلم)
امرأة في الماء (بالإنجليزية: Lady in the Water) هو فيلم خيالي أمريكي إنتاج عام 2006، من إخراج إم. نايت شيامالان وبطولة بول جياماتي وبرايس دالاس هوارد
تدور أحداث الفيلم حول السيد (كليفلاند هيب) الذي يعثر في إحدى الليالي على فتاة تائهة يكتشف أنها حورية تنتمي إلى عالم آخر. فيعمل هو وجيرانه على حمايتها من المخلوقات الغريبة التي تحاول منع الفتاة من العودة إلى عالمها وإرغامها على البقاء في عالم البشر.

## روابط خارجية
- الموقع الرسمي
- مقالات تستعمل روابط فنية بلا صلة مع ويكي بيانات